# Fernando Guerrero Vásquez
Fernando Alexander Guerrero Vásquez  (Quito, Ecuador; 31 de julio de 1989) es un exfutbolista y entrenador ecuatoriano. Jugaba como mediocentro hasta su retiro en agosto del 2024. Después de su retiro, inició su carrera como entrenador en el Naranja Mekánica, del Ascenso Nacional de Ecuador.

## Trayectoria

### Real Madrid
Hizo las inferiores en el Real Madrid Castilla de España, subiendo de categorías en el equipo y siendo convocado a la Selección sub-20 de Ecuador y a la selección absoluta en dos ocasiones. Fernando Guerrero obtuvo su primer triunfo en el Real Madrid al lado de Zidane, Figo y Ronaldo.

### Club Sport Emelec
El 2008 Real Madrid llegó a un acuerdo de préstamo con Emelec, club en el que debuta en primera división y donde anotó su primer gol.  Terminó el año jugando en Liga de Loja.

### Burnley Football Club
El 2009 se probó en la pretemporada del Burnley de Inglaterra, recibiendo halagos de Owen Coyle y Chris Eagles, el club lo fichó a préstamos y disputó la Premier League, teniendo sus debut en un partido contra Stoke City.

### Independiente del Valle
El 2010 pasa al Independiente del Valle, donde tiene actuaciones destacadas y anota varios goles.

### Villarreal B
El 2011 es cedido a préstamo al Villarreal Club de Fútbol "B", donde permanece 6 meses. Luego retornó a Independiente del Valle donde nuevamente destacó. 

### Leones Negros UDG
El 2015 pasa al fútbol mexicano, al ser contratado por el Leones Negros de la Liga MX, donde permanece hasta el año siguiente.

### Liga Deportiva Universitaria
A mediados de 2016 pasa a Liga Deportiva Universitaria a préstamo, bajo el visto bueno del entrenador uruguayo Álvaro Gutiérrez.

### Chapecoense
El 2017 firma por un año con el Chapecoense del Brasileirao, siendo su quinta experiencia internacional. Jugó la Copa Sudamericana 2017 donde llegó a octavos de final, siendo eliminado por Flamengo.

### Club Sport Emelec
Para la temporada 2019 es fichado por el Club Sport Emelec por 4 temporadas, con opción de compra.

### Regreso a Independiente
Después de su paso en 2013 vuelve al equipo, en este 2020 llega como un importante refuerzo para pelear el Serie A de Ecuador, Recopa Sudamericana y Copa Libertadores.

### Cienciano
En 2022, llegó al Cienciano, donde logró clasificar a la Copa Sudamericana 2023.

### Guayaquil City
Unos meses después, fichó por el equipo ciudadano, donde duró solo unos meses para luego rescindir su contrato. 

### Naranja Mekánica
Después de rescindir su contrato con el Guayaquil City, ficha por el club Naranja Mekánica de la Segunda Categoría de Ecuador buscando el ascenso en la presente temporada.

## Selección nacional
Fernando Guerrero ha participado con su selección en el Sudamericano Sub-20 de 2007 en Paraguay. También reforzó a Ecuador en el Sudamericano Sub-20 de Venezuela en 2009. 
Ha sido internacional con la selección mayor en 3 ocasiones. Debutó el 18 de enero de 2007 en un partido amistoso en Quito ante Suecia.

## Estadísticas

### Clubes
Actualizado al último partido jugado el 16 de agosto de 2023.
| Club                    | País          | Año           | Partidos | Goles |
| ----------------------- | ------------- | ------------- | -------- | ----- |
| Emelec                  | Ecuador       | 2008          | 5        | 1     |
| Liga de Loja            | Ecuador       | 2008          | 4        | 0     |
| Independiente del Valle | Ecuador       | 2009          | 19       | 4     |
| Burnley                 | Inglaterra    | 2009-2010     | 7        | 0     |
| Independiente del Valle | Ecuador       | 2010-2011     | 59       | 13    |
| Villarreal C. F. "B"    | España        | 2011          | 7        | 0     |
| Independiente del Valle | Ecuador       | 2012-2014     | 118      | 26    |
| Leones Negros           | México        | 2015-2016     | 39       | 3     |
| Liga de Quito           | Ecuador       | 2016-2017     | 35       | 2     |
| Chapecoense             | Brasil        | 2017          | 2        | 0     |
| Liga de Quito           | Ecuador       | 2018          | 39       | 4     |
| Emelec                  | Ecuador       | 2019          | 28       | 1     |
| Independiente del Valle | Ecuador       | 2020-2021     | 42       | 2     |
| Cienciano               | Perú          | 2022          | 29       | 4     |
| Guayaquil City          | Ecuador       | 2023          | 1        | 0     |
| Naranja Mekánica        | Ecuador       | 2023-2024     | ¿?       | ¿?    |
| Total carrera           | Total carrera | Total carrera | 434      | 60    |

## Palmarés

### Campeonatos nacionales
| Título             | Club                    | País    | Año  |
| ------------------ | ----------------------- | ------- | ---- |
| Serie A de Ecuador | Liga de Quito           | Ecuador | 2018 |
| Serie A de Ecuador | Independiente del Valle | Ecuador | 2021 |

### Distinciones individuales
| Distinción                          | Año  |
| ----------------------------------- | ---- |
| 11 ideal del Campeonato Ecuatoriano | 2018 |